# Прохоров Віктор Олексійович
Прохоров Віктор Олексійович (* 8 січня 1843, Санкт-Петербург— † 24 жовтня 1896) — російський військовий інженер, київський міський архітектор.

## Життєпис
Народився у Санкт-Петербурзі. Навчався у Петербурзькій Миколаївській інженерній академії.
Після завершення навчання служив на Кавказі, а 1871 року переведений на службу до Київського фортечного інженерного управління.
Впродовж 1872—1877 років обіймав посаду міського архітектора Києва.
У 1877-78 роках служив на Балканах, брав участь у бойових діях, з 1878 по 1884 роки працював у Оренбурзі.
1884 року повернувся до Києва на посаду начальника Київського фортечного управління, яку обіймав до 1895 року.
Потім служив у Закаспійській області.

## Стиль
Вживав стильові форми неоренесансу та неоготики.

## Роботи у Києві
Склав план зняття фортечних валів на Львівській площі (1872 p.).
Здійснював інженерні роботи на Андріївській горі (1876 p.).
- Житловий будинок у садибі купців Щербакових на вул. Нижній Вал № 23 (1874 p., пізніше надбудований),
- Особняк Гарнич-Гарницьких на вул. Пушкінській № 34 (1875 р., пізніше надбудований),
- Особняк Ващенків-Захарченків на вул. Пушкінській № 36 (1875 р., пізніше надбудований та перебудований),
- Перебудова житлового будинку на вул. Паторжинського № 16 (1875 р., не зберігся),
- Житловий будинок на вул. Володимирській № 25 (1875—1877 pp., перебудований),
- Прибудова до житлового корпусу Левковських на вул. Верхній Вал № 16/4 (1875 p.).

Розпочав реконструкцію будинку Міської думи на Контрактовій площі для потреб 3-ї гімназії (1876—1877 pp., співавтор О. Шіле).